# Aristosyrphus boraceiensis
Aristosyrphus boraceiensis är en tvåvingeart som först beskrevs av Nelson Papavero 1962.  Aristosyrphus boraceiensis ingår i släktet Aristosyrphus och familjen blomflugor. Inga underarter finns listade i Catalogue of Life.